# 成田道行
成田 道行（なりた みちゆき、1998年5月16日 - ）は、日本の俳優、ダンサー、振付師。
元 BOYS AND MEN研究生東京 
RMP所属。千葉県出身。
俳優業以外にも、音楽活動やダンス、振付など幅広いジャンルで活動している。

## 経歴
2018年5月、和田アキ子withBOYS AND MEN研究生としてCDリリースイベントに出演。
2021年10月、「FreeKie」として「徳間ジャパンコミュニケーションズ」からメジャーシングルをリリースし、売上28306枚でオリコンウィークリーランキング2位を獲得。
2019年5月にボイメンエリア研究生よりファーストシングル「無敵のOne Way Road」をリリースした。

## 出演

### 舞台
- 「ホワイト☆タイツ」 - 河田竜治 役（2017年5月4日、5日）
- 「ホワイト☆タイツ」 - （2018年2月）

- BOYS AND MEN
  - 全国仏恥義理ツアー～初心者上等！とにかくいっぺん来てみやぁー！！「誠編」～ - 出演（2018年6月24日、Zepp Tokyo）
  - 「ボイメン名古屋夢祭り〜ツッパリ町おこしお兄さん最強列伝〜atナゴヤドーム」 - 出演（2019年1月、ナゴヤドーム）
  - 「誠 Zeppツアー2019 ～元気いっぱい全国大冒険～」 - 出演（2019年6月）

- 「祭元年～新しい挑戦～」 - 出演（2019年5月1日、日本武道館）
- 横山統威 BIRTHDAY LIVE 2022 「エンタメ学園〜おかしく、可愛く、カッコよく〜」 - サポートダンサー出演（2022年12月 ）
- 『again～手が届きそうな遠い未来に～』 - （2023年5月3日 - 7日、浅草花劇場）

### 振付
- Re:BRE FUNTOS
  - 「Take over」
  - 「我流 Crazy Life」
- Central x Vanity
  - 「君に恋するぼくの話」
  - 「STORY」
  - 「Rush Lash Lush」
  - 「断念残念 BOY」

- ONE BEAT DREAM 「We are」

### テレビ
- TOKYO MX「ばりふり！」 - レギュラー出演（2020年）

### ビジュアル・プレゼンテーション
- BOYS AND MEN「頭の中のフィルム」 - PV出演（2019年5月）
- 横山統威「エンターテイナー」 - MV出演（2022年10月）